# Gilbert Burns
Gilbert Alexander Pontes Burns (Niterói, 20 de julho de 1986) é um lutador brasileiro de artes marciais mistas e três vezes Campeão Mundial de Jiu-Jítsu Brasileiro.

## Carreira no jiu-jítsu
Burns começou a treinar na Associação Oriente de Jiu-Jitsu, a academia mais antiga de Niterói, liderada pelo Grande Mestre Amélio Arruda (faixa vermelha, 9° grau) e pelo Mestre Max Câmara, seu filho (faixa vermelha e branca, 8° grau), e afiliada da Nova União, tendo como professor o faixa-preta Rafael "Fofitio" Barros. Ele treinou com a Nova União até o Mundial de 2007, onde ele ficou em segundo lugar.
Em 2009, Burns ficou conhecido quando ganhou a medalha de prata no Campeonato Mundial de Jiu-Jitsu.
Em 2010, Burns atingiu um nível elevado de sucesso internacional competindo em todo o mundo. Ele alcançou a semifinal do Europeu Aberto em Janeiro; ele derrotou o favorito Celso Venicius nas classificações para a Copa do Mundo; ele venceu a final da Copa do Mundo em Abu Dhabi contra Claudio Mattos; e ele venceu o Campeonato Brasileiro em Maio.
Em 2011, Burns conseguiu sua maior conquista na carreira quando ganhou a medalha de ouro no Campeonato Mundial de Jiu Jitsu de 2011.

## Carreira no MMA

### Começo da carreira
Após vencer o Campeonato Mundial de Jiu Jitsu de 2011, Burns decidiu focar no MMA. Ele fez sua estréia profissional no MMA em Janeiro de 2012, até então havia vencido todas suas sete lutas por finalização ou nocaute.

### The Ultimate Fighter: Brasil
Em 2012, Burns foi escolhido pelo lutador do UFC Vitor Belfort para ser o técnico de luta agarrada da Equipe Vitor na primeira temporada do The Ultimate Fighter: Brasil.

### Ultimate Fighting Championship
Burns fez sua estréia no UFC em 26 de Julho de 2014 no UFC on Fox: Lawler vs. Brown, no Peso Meio Médio, substituindo o lesionado Viscardi Andrade contra o também estreante na promoção Andreas Stahl. Burns venceu por decisão unânime.
Durinho enfrentou Christos Giagos em 25 de Outubro de 2014 no UFC 179, em sua volta aos leves. Ele venceu a luta com uma chave de braço ainda no primeiro round, em uma incrível performance que lhe rendeu o bônus de finalização da noite.
Burns enfrentaria o maior desafio de sua carreira, o americano Josh Thomson em 21 de Março de 2015 no UFC Fight Night: Maia vs. LaFlare. No entanto, Thomson sofre uma lesão que o forçou a ser retirado do card, sendo substituído pelo compatriota e estreante Alex Oliveira. Após dois rounds perdidos, Durinho venceu a luta por finalização com uma chave de braço no terceiro round.
Burns era esperado para enfrentar o norte-irlandês Norman Parke, em 30 de Maio de 2015 no UFC Fight Night: Condit vs. Alves. No entanto, uma lesão o retirou da luta e o compatriota Francisco Trinaldo foi escolhido como seu substituto.
Burns perdeu por decisão unânime para Rashid Magomedov em 7 de Novembro de 2015 no UFC Fight Night: Belfort vs. Henderson III. Sofrendo então sua primeira derrota na carreira profissional no MMA.
Burns retornou ao octógono e venceu por finalização chave de braço ainda no primeiro round o polonês Lukas Sajewski no UFC Fight Night: dos Anjos vs. Alvarez em 7 de Julho de 2016.

## Cartel no MMA
| Cartel no MMA   |             |            |
| 30 lutas        | 22 vitórias | 8 derrotas |
| Por nocaute     | 6           | 3          |
| Por finalização | 9           | 0          |
| Por decisão     | 7           | 5          |

| Res.    | Cartel | Oponente              | Método                                   | Evento                                      | Data       | Round | Tempo | Local                    | Notas                                    |
| ------- | ------ | --------------------- | ---------------------------------------- | ------------------------------------------- | ---------- | ----- | ----- | ------------------------ | ---------------------------------------- |
| Derrota | 22-8   | Sean Brady            | Decisão (unânime)                        | UFC Fight Night: Burns vs. Brady            | 07/09/2024 | 5     | 5:00  | Las Vegas, Nevada        |                                          |
| Derrota | 22-7   | Jack Della Maddalena  | Nocaute Técnico (joelhada e cotoveladas) | UFC 299: O'Malley vs. Vera 2                | 09/03/2024 | 3     | 3:43  | Miami, Flórida           |                                          |
| Derrota | 22-6   | Belal Muhammad        | Decisão (unânime)                        | UFC 288: Sterling vs. Cejudo                | 06/05/2023 | 5     | 5:00  | Newark, New Jersey       |                                          |
| Vitória | 22-5   | Jorge Masvidal        | Decisão (unânime)                        | UFC 287: Pereira vs. Adesanya 2             | 08/04/2023 | 3     | 5:00  | Miami, Flórida           |                                          |
| Vitória | 21-5   | Neil Magny            | Finalização (triângulo de braço)         | UFC 283: Teixeira vs. Hill                  | 21/01/2023 | 1     | 4:15  | Rio de Janeiro           |                                          |
| Derrota | 20-5   | Khamzat Chimaev       | Decisão (unânime)                        | UFC 273: Volkanovski vs. Korean Zombie      | 09/04/2022 | 3     | 5:00  | Jacksonville, Florida    | Luta da Noite.                           |
| Vitória | 20-4   | Stephen Thompson      | Decisão (unânime)                        | UFC 264: Poirier vs. McGregor 3             | 10/07/2021 | 3     | 5:00  | Las Vegas, Nevada        |                                          |
| Derrota | 19-4   | Kamaru Usman          | Nocaute Técnico (socos)                  | UFC 258: Usman vs. Burns                    | 13/02/2021 | 3     | 0:34  | Las Vegas, Nevada        | Pelo Cinturão Meio Médio do UFC.         |
| Vitória | 19-3   | Tyron Woodley         | Decisão (unânime)                        | UFC on ESPN: Woodley vs. Burns              | 30/05/2020 | 5     | 5:00  | Las Vegas, Nevada        | Performance da Noite.                    |
| Vitória | 18-3   | Demian Maia           | Nocaute Técnico (socos)                  | UFC Fight Night: Lee vs. Oliveira           | 14/03/2020 | 1     | 2:34  | Brasília                 | Performance da Noite.                    |
| Vitória | 17-3   | Gunnar Nelson         | Decisão (unânime)                        | UFC Fight Night: Hermansson vs. Cannonier   | 28/09/2019 | 3     | 5:00  | Copenhague               |                                          |
| Vitória | 16-3   | Alexey Kunchenko      | Decisão (unânime)                        | UFC Fight Night: Shevchenko vs. Carmouche 2 | 10/08/2019 | 3     | 5:00  | Montevidéu               | Volta aos Meio Médios.                   |
| Vitoria | 15-3   | Mike Davis            | Finalização (mata leão)                  | UFC Fight Night: Jacaré vs. Hermansson      | 27/04/2019 | 2     | 4:15  | Fort Lauderdale, Flórida |                                          |
| Vitória | 14-3   | Olivier Aubin-Mercier | Decisão (unânime)                        | UFC 231: Holloway vs. Ortega                | 08/12/2018 | 3     | 5:00  | Toronto, Ontário         |                                          |
| Derrota | 13-3   | Dan Hooker            | Nocaute (socos)                          | UFC 226: Miocic vs. Cormier                 | 07/07/2018 | 1     | 2:28  | Las Vegas, Nevada        |                                          |
| Vitória | 13-2   | Dan Moret             | Nocaute (socos)                          | UFC on Fox: Poirier vs. Gaethje             | 14/04/2018 | 2     | 0:59  | Glendale, Arizona        |                                          |
| Vitória | 12-2   | Jason Saggo           | Nocaute (soco)                           | UFC Fight Night: Rockhold vs. Branch        | 16/09/2017 | 2     | 4:55  | Pittsburgh, Pensilvânia  |                                          |
| Derrota | 11-2   | Michel Prazeres       | Decisão (unânime)                        | UFC Fight Night: Cyborg vs. Lansberg        | 24/09/2016 | 3     | 5:00  | Brasília                 |                                          |
| Vitória | 11-1   | Lukasz Sajewski       | Finalização (chave de braço)             | UFC Fight Night: dos Anjos vs. Alvarez      | 07/07/2016 | 1     | 4:57  | Las Vegas, Nevada        |                                          |
| Derrota | 10-1   | Rashid Magomedov      | Decisão (unânime)                        | UFC Fight Night: Belfort vs. Henderson III  | 10/11/2015 | 3     | 5:00  | São Paulo                |                                          |
| Vitória | 10-0   | Alex Oliveira         | Finalização (chave de braço)             | UFC Fight Night: Maia vs. LaFlare           | 21/03/2015 | 3     | 4:14  | Rio de Janeiro           | Performance da Noite.                    |
| Vitória | 9-0    | Christos Giagos       | Finalização (chave de braço)             | UFC 179: Aldo vs. Mendes II                 | 25/10/2014 | 1     | 4:57  | Rio de Janeiro           | Volta aos Leves; Performance da Noite.   |
| Vitória | 8-0    | Andreas Stahl         | Decisão (unânime)                        | UFC on Fox: Lawler vs. Brown                | 26/07/2014 | 3     | 5:00  | San José, Califórnia     | Estreia no UFC; Estreia nos Meio Médios. |
| Vitória | 7-0    | Paulo Teixeira        | Nocaute Técnico (socos)                  | Face to Face 7                              | 02/05/2014 | 1     | 1:02  | Rio de Janeiro           |                                          |
| Vitória | 6-0    | Paulo Gonçalves       | Nocaute (soco)                           | Coliseu Extreme Fight 8                     | 05/12/2013 | 1     | 4:57  | Maceió                   |                                          |
| Vitória | 5-0    | Rodolfo Coronel       | Finalização (chave de braço)             | Mixed Submission and Strike Arts 3          | 25/03/2013 | 1     | 3:41  | Rio de Janeiro           |                                          |
| Vitória | 4-0    | Paulo Roberto         | Nocaute Técnico (socos)                  | CPMMAF - Champion Fights                    | 04/08/2012 | 1     | 1:30  | Salvador                 |                                          |
| Vitória | 3-0    | Vinicius Alves        | Finalização Técnica (mata leão)          | Watchout Combat Show 20                     | 27/07/2012 | 1     | 1:59  | Rio de Janeiro           |                                          |
| Vitória | 2-0    | Herels dos Santos     | Finalização (chave de braço)             | Ichigeki Fight Show                         | 15/06/2012 | 1     | 3:30  | São Paulo                |                                          |
| Vitória | 1-0    | José Salgado          | Finalização (mata leão)                  | Crown Fighting Championships 5              | 28/01/2012 | 1     | 2:40  | St. George, Utah         | Estreia nos Leves.                       |